# Среднє Арто
Среднє Арто (словен. Srednje Arto) — поселення в общині Кршко, Споднєпосавський регіон, Словенія. Висота над рівнем моря: 361 м.